# Судиславль (станция)
Судисла́вль — железнодорожная станция Ярославского региона Северной железной дороги, находящаяся в поселке городского типа Судиславле Костромской области. Расположена на неэлектрифицированном однопутном участке Кострома — Галич.

## История
Станция открыта в 1955 году в составе пускового участка Кострома — Галич Северной железной дороги протяженностью 125 км.

## Деятельность
Станция открыта для грузовой работы.

## Движение поездов
| Дальнее следование | Дальнее следование   | Дальнее следование | Дальнее следование   |
| № поезда           | Маршрут движения     | № поезда           | Маршрут движения     |
| ------------------ | -------------------- | ------------------ | -------------------- |
| 1                  | Владивосток — Москва | 2                  | Москва — Владивосток |

| Пригородное сообщение | Пригородное сообщение  | Пригородное сообщение | Пригородное сообщение  |
| № поезда              | Маршрут движения       | № поезда              | Маршрут движения       |
| --------------------- | ---------------------- | --------------------- | ---------------------- |
| 6319                  | Галич — Кострома-Новая | 6320                  | Кострома-Новая — Галич |